# Iwakitec
La empresa Iwakitec (イワキテック Iwakitekku?), es un astillero naval japonés. Su sede central se encuentra en el Pueblo de Kamijima del Distrito de Ochi de la Prefectura de Ehime.

## Características
Es el principal astillero de Japón y uno de los principales en el mundo en cuanto a la construcción de hatchcovers para buques. Pero también se dedica a la construcción de grúas.

## Datos
- Razón social: Iwakitec S.A. (イワキテック株式会社 Iwakitec Kabushikigaisha?)
- Razón social (inglés): Iwakitec Co., Ltd.
- Fundación: marzo de 1957
- Sede central: 〒794-2410 Iwagi 6017, Pueblo de Kamijima, Distrito de Ochi, Prefectura de Ehime
- Cantidad de empleados: 630

## Historia
- 1957: en marzo se funda Iwagi Kogyo S.A. (岩城興業株式会社 Iwagi Kōgyō Kabushikigaisha?).
- 1965: en julio inaugura su planta en la Isla Inno (因島 Innō-jima?) de la Prefectura de Hiroshima.
- 1971: en octubre muda su sede central y junto a él construye una planta industrial.
- 1990: en enero amplía su capital con inversiones de terceros.
- 1993: en enero forma una empresa en la República Popular China.
- 1997: en abril cambia su denominación social a Iwakitec S.A.
- 2002: en julio recibe la certificación ISO 9001.
- 2006: en octubre inaugura su planta en la Isla Mukai (向島 Mukai-jima?).
- 2007: en noviembre se llevan a cabo los actos conmemorativos de su 50.° aniversario.